# Трансфертне ціноутворення
Трансфертне ціноутворення (англ. Transfer pricing; скор. ТЦУ) — сфера податкового права, яка встановлює наскільки операції між компанією-замовником та компанією-контрагентом є справедливими (ринковими). Відповідно, компанії, в юрисдикції яких діє політика ТЦУ, доводять справедливість своїх операцій податковим органам, для того, щоб прозоро сплачувати податки. 
Основні правила та практику ТЦУ встановив та регулює організація економічного співробітництва та розвитку (ОЕСР), а, також, кожне національне законодавство, де прийнята політика дотримання ТЦУ. Це найбільш проста і поширена схема міжнародного податкового планування, що має на меті мінімізацію сплачуваних податків. Трансфертні ціни є об'єктом контролю фіскальних органів держави.

## Історія
Першою країною, у середині 1960-х, яка прийняла спеціальне законодавство, що детально регулює питання трансфертного ціноутворення, є США.
Основним міжнародним документом в галузі  податкового регулювання трансфертного ціноутворення є керівництво Організації з економічного співробітництва та розвитку (ОЕСР) 1995 року «Про трансфертне ціноутворення для транснаціональних корпорацій і податкових органів» (англ. OECD Transfer Pricing Guidelines for Multinational Enterprises and Tax Administrations). В січні 2022 вийшло оновлене видання цього керівництва.